# Ron Korb
Pour les articles homonymes, voir Korb.

Ron Korb, né en 1961, est un flûtiste également compositeur et producteur de musique canadien, originaire de Toronto. Il est aussi connu en Chine sous le nom de Dragon à la flûte (chinois : 龍笛), à Taiwan de Tonnerre gracieux (chinois : 雷恩寇伯, pinying : lái-en-kò-búo) et au Japon de Prince des flûtes (japonais : fluto no kikoshi).  

## Style musical
Ron Korb est reconnu pour son écriture musicale inspirée de diverses origines culturelles ainsi que pour sa maîtrise d’un large éventail d’instruments à vent issus des traditions des musiques du monde.  Ses œuvres recoupent plusieurs genres musicaux incluant le classique, le jazz, la musique latine et asiatique, la musique celtique, et celle du Moyen-Orient. Plusieurs de ses pièces tiennent de la musique à programme s’appuyant sur des thèmes racontant une histoire et se mariant dans un album-concept. Les concepts sont souvent le résultat de l’exploration des origines multiculturelles de l’artiste et de ses nombreuses expériences de voyage.

## Éducation
Ron Korb a débuté l’apprentissage de la flûte à bec à l’école primaire avant de se joindre, durant l’adolescence, à un groupe de flûte irlandaise et percussions. Durant ses études au Conservatoire Royal de Musique, il a remporté plusieurs concours de musique régionaux. Il a d’abord fait des études à l’Université York pendant un an dans le but d’élargir son expérience en jazz avant de se mériter une bourse d’étude pour étudier la flûte classique à l'Université de Toronto où il obtaint un baccalauréat en interprétation dans la classe de Douglas Stewart. Il a également participé à des classes de maître avec Paula Robison, Robert Aitken à Shawnigan (Colombie-Britannique), Raymond Guiot au Domaine Forget dans la région de Charlevoix, au Québec and Michel Debost à Assisi, Italie. Après l’obtention, de son diplôme universitaire attribué avec distinction, Ron a découvert la musique chinoise. Le son de la flûte de bambou asiatique l’intriguait à tel point qu’il déménagea au Japon en 1991 pour étudier la musique de cour gagaku japonaise, le traditionnel shinobue et les flûtes de bambou ryūteki avec Akao Michiko. Depuis lors, il a voyagé autour du monde pour collectionner et étudier les flûtes traditionnelles. Sa collection compte aujourd’hui plus de deux cents flûtes.

## Carrière
Ron Korb a enregistré 30 albums solo sous différents labels dans une vingtaine de pays. Il a également été artiste invité sur les albums de plusieurs artistes renommés tels Olivia Newton John, Liona Boyd, Mychael Danna, Renaissance (groupe) Jim McCarty (batteur) des Yardbirds, et sur l’album réalisé à l’occasion de la Journée mondiale de la jeunesse pour Jean-Paul II. Ron a mis ses talents au service de plusieurs bandes sonores de films et d’émissions de télévision de premier plan. Il s’est produit pour plusieurs projets récompensés par des Prix Gemini, Prix Génie et au Festival de Cannes. Il a travaillé pour des metteurs en scène de film de grande renommée dont certains nommés pour l’Oscar du cinéma tels que Ang Lee, Atom Egoyan, John Woo, et Mira Nair (pour une liste détaillée voir IMDb, Internet Movie Database). Dans le film Nô de Robert Lepage, Ron jouait le nōkan (Chinois:能管) à la caméra dans la scène d’ouverture vêtu du kimono traditionnel.
Ron a aussi réalisé sur plusieurs projets en collaboration avec son ami de longue date le claviériste Donald Quan. En 1990, ils ont produit l’album Tear of the Sun qui a rapidement atteint la première position du classement canadien Top 40 et en 2001 ils prirent la direction musicale du spectacle Peter Gabriel’s Tribute and Homage pour la série “World Leaders” du Harbourfront Centre, Toronto. Ils ont ainsi partagé la scène avec des artistes de grand talent incluant Peter Gabriel, Jane Siberry, Tia Carrere, Arn Chorn Pond, Jeff Martin du The Tea Party, Loreena McKennitt, et Daniel Lanois. La même année, ils ont signé la chanson-thème de la candidature de Toronto pour les Jeux Olympiques interprétée par l'orchestre symphonique de Toronto, Samba Squad et Nathaniel Dett Chorale au Roy Thomson Hall. 
En 2004, Ron a mis en marché le DVD Ron Korb Live, filmé à Victoriaville, Québec, et dirigé par Pierre et Francois Lamoureux. Ce DVD s’avéra être le tout premier DVD de longue durée produit par un artiste indépendant au Canada.

## Composition
En plus d’écrire des pièces instrumentales pour ses albums, Ron a aussi écrit des mélodies pour des chanteurs asiatiques importants. Les ventes de sa chanson pour Alan Tam (Chinois:譚詠麟) ont atteint le statut Double Platine. Une autre chanson enregistrée par le chanteur-vedette de Cantopop, Roman Tam (Chinois:羅文) a remporté le prix pour “Meilleure composition originale” au RTHK Awards (Radio Television Hong Kong), l’équivalent pour Hong Kong des Grammy Awards. 
En 2006, Ron Korb a été commandée la composition d’un pièce musicale originale en l’honneur de feu le Prince Takamado du Japon. Il l’a interprétée en présence de la veuve du Prince, Son Impératrice Royale la Princesse Takarnado lors du Gala d’ouverture de la Galerie japonaise du Musée royal de l'Ontario. 
En 2008, c’est aussi à Ron qu’on a demandé de rassembler dans un recueil des pièces de flûtes et piano pour les examens de flûte classique pour le syllabus Flute for Leisure, de la Commission des examens de musique de l’Australie. Ron a aussi composé de la musique de film, de danse et de théâtre. 

## Tournée
Ron Korb s’est produit en concert sur les cinq continents incluant des lieux et des événements d’envergure tels que : Freer Gallery of Art et la Galerie Arthur M. Sackler au Smithsonian Institution de Washington DC, le Madison Square Garden  de New York, le Glastonbury Festival en Angleterre, le Teatro Nacional de Panama, le Heian Shrine de Kyōto, le Zhong Shan Hall à Taïwan, le Shanghai International Music Festival, le Century Theatre à Beijing et le Sun Yet Sen Memorial Hall de Canton (Chine). Il a aussi représenté le Canada à l’Exposition spécialisée de 2005 à Nagoya, Japon. De plus, il s’est produit en première partie du spectacle de Cesária Évora et a affectué des tournées en Chine et au Canada avec le chanteur de musique du monde Dadawa (Chinois: 朱哲琴, pinyin: Zhu Zheqin) 

## Autres activités
Alors qu’il enregistrait au Real World Studios de Londres en 1999, Ron a rencontré Peter Gabriel qui lui a suggéré de se mettre en contact avec le flûtiste cambodgien et militant des droits de l’homme Arn Chorn Pond. Ron a proposé de se rendre à Phnom Penh à titre bénévole l’année suivante pour aider à enregistrer la musique pour le Cambodian Masters Performance Project. Ce programme connu aujourd’hui sous le nom de Cambodian Living Arts a pour mission de faire revivre et de préserver la musique cambodgienne traditionnelle par le biais de l’enseignement et la création d’archives musicales.
Ron a enregistré les maîtres impliqués dans le programme tels que Yim Saing (kloy-flûte), Cheak Mach (chanteur) Ek Son (takay – instrument à cordes horizontales) Yoeun Mek (tror so – violon à deux cordes) et Nong Jok (chanteur). Durant son séjour au Cambodge, il a rencontré, en compagnie des autres artistes, la Princesse Bopha Devi et les membres de l’UNESCO.

## Discographie sélective
- 2018 : World Café
- 2015 : Asia Beauty
- 2013 : Europa
- 2010 : Oriental Angels vs Ron Korb DVD
- 2009 : Once Upon A Time (龍笛傳說)
- 2009 : Dragon Heart(龍の心)
- 2008 : Native Earth (聖靈大地)
- 2007 : Ron Korb 龙笛-当代第一魔笛
- 2006 : East West Road
- 2005 : Rainforest Flute
- 2005 : Seasons: Christmas Carols – avec Donald Quan
- 2004 : Ron Korb Live DVD
- 2004 : Ron Korb Live CD
- 2004 : Celtic Quest (重返祕世界)
- 2003 : The World Of Ron Korb
- 2000 : Celtic Heartland (心靈祕境)
- 1999 : Mada Minu Tomo e
- 1999 : Taming The Dragon (龍笛)
- 1995 : Behind The Mask(東方戀)
- 1994 : Flute Traveller
- 1993 : Japanese Mysteries –avec Hiroki Sakaguchi
- 1990 : Tear Of The Sun – avec Donald Quan

## Prix et récompenses
- Bourse Andrew Kinghorn (Université de Toronto)
- Meilleure composition originale, Radio & Télévision Hong Kong (RTHK)
- Gagnant du Grand Prix, Canadian National Exhibition